# Vincent Sorg
Vincent Sorg (* 1974) ist ein deutscher Musikproduzent und betreibt gemeinsam mit Jörg Umbreit die Principal Studios in Senden.

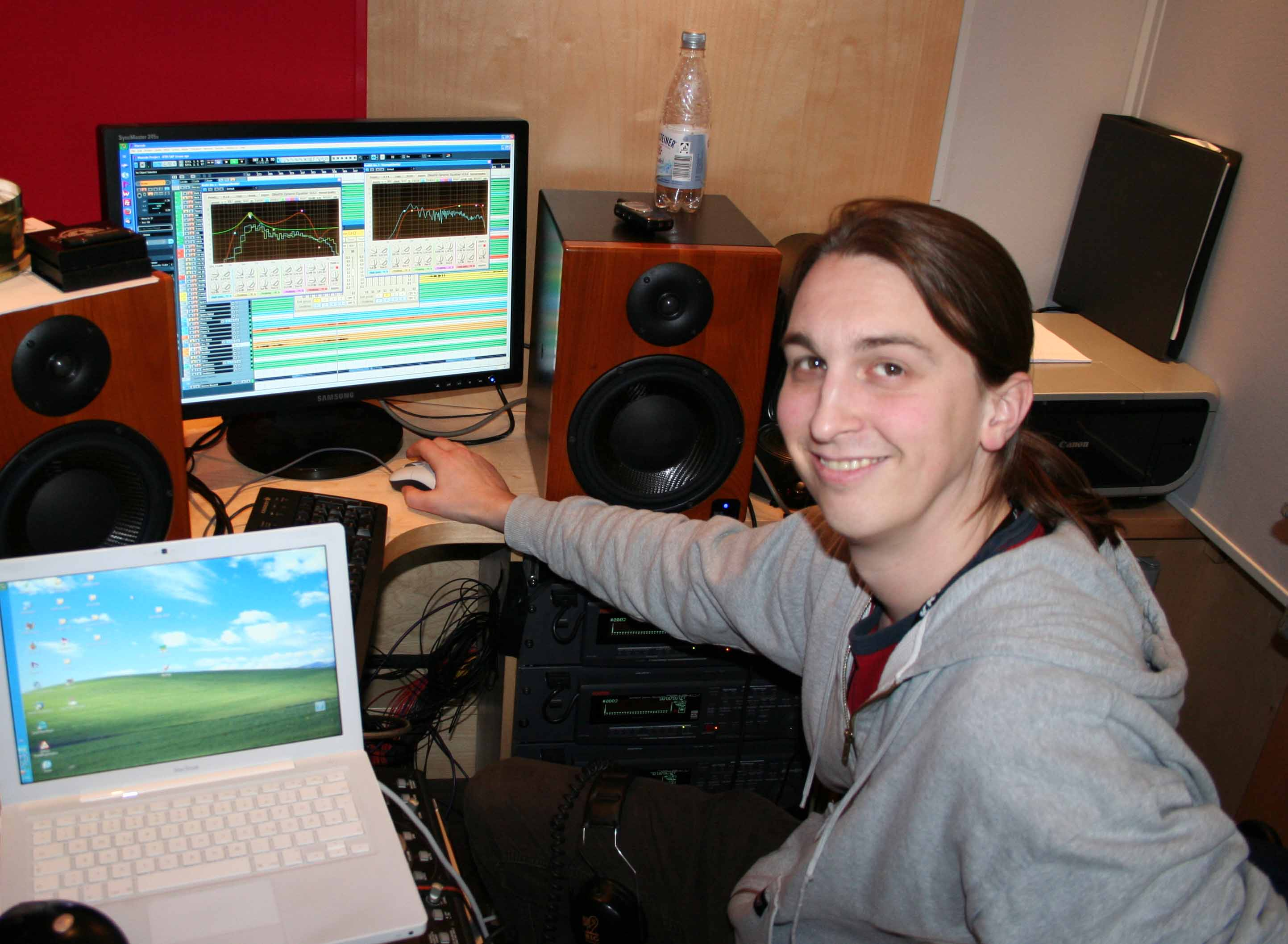
Musikproduzent Vincent Sorg (2008)

## Beruflicher Werdegang
Im Alter von sechs Jahren bekam Vincent Sorg den ersten Klavierunterricht, als Jugendlicher spielte er in diversen Bands. Nach dem Abitur absolvierte er bereits ein sechs Monate dauerndes Praktikum in den Principal Studios, begann jedoch zunächst, auf Wunsch der Eltern, ein Jurastudium, das er nach einem Jahr abbrach. Danach studierte er für ein Semester Musikwissenschaften, bis er schließlich als Assistent in den Principal Studios der praktischen Arbeit den Vorzug gab. Seine erste eigene Produktion war 1998 ein Demo für die Donots.
Inzwischen wurde er Partner von Jörg Umbreit, der 1988 die Principal Studios aus einem umgebauten Bauernhof im Münsterland entstehen ließ. Die Principal Studios produzierten unter anderem Tonträger für ASP, Atze Schröder, Betontod, Böhse Onkelz, Brainless Wankers, Broilers, 4Lyn, Paddy Kelly, Pinkostar, Donots, Exilia, Die Apokalyptischen Reiter, Grave Digger, H-Blockx, The Killer Barbies, Kreator, Saris, Söhne Mannheims, Schandmaul, Extrabreit, In Extremo, Fiddler’s Green, Saltatio Mortis, Hämatom, Dritte Wahl, Fury in the Slaughterhouse und Die Toten Hosen.
Vincent Sorg spielt zudem Keyboard in der Band Die Zwillinge und die Blechgang und ist zusammen mit Michael Rhein, dem Sänger von In Extremo, in Spielmann zu hören.